# Anthicus haldemani
Anthicus haldemani är en skalbaggsart som beskrevs av Leconte 1852. Anthicus haldemani ingår i släktet Anthicus och familjen kvickbaggar. Inga underarter finns listade i Catalogue of Life.